# Festival de Cinema de Cork
Festival Internacional de Cinema de Cork (em inglês: Cork International Film Festival ou CIFF) é um festival de cinema, realizado anualmente em novembro na cidade de Cork, Irlanda. 
Foi criado em 1956, foi crescendo até se tornar um festival reconhecido internacionalmente.
A atual diretora-geral é Fiona Clark e a diretora artística é Aurélie Godet.